# Milch-Prozess
Der Nürnberger Milch-Prozess fand vom 2. Januar bis 17. April 1947 vor dem amerikanischen Militärgerichtshof in Nürnberg gegen den ehemaligen Generalfeldmarschall Erhard Milch statt. Es war der zweite der zwölf Nürnberger Nachfolgeprozesse. Er wurde vor dem US-amerikanischen Militärgericht im Justizpalast (Nürnberg) verhandelt und endete mit der Verurteilung von Milch zu lebenslanger Haft.

## Angeklagter

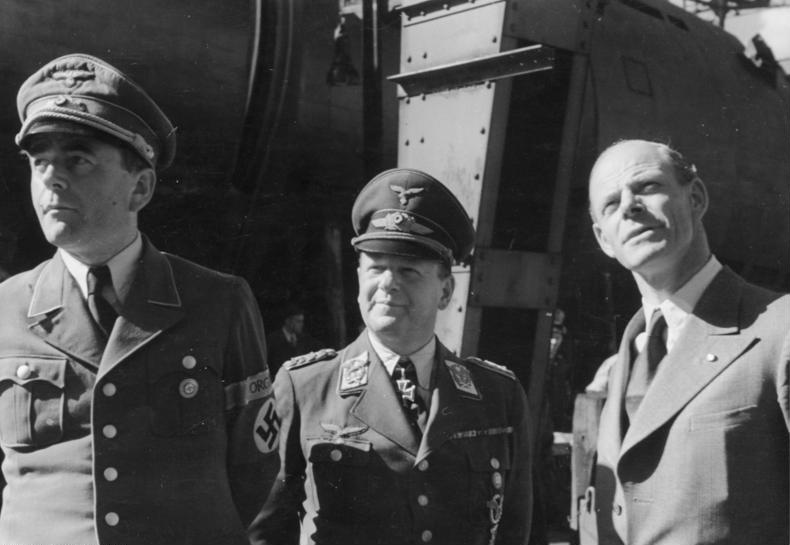
Speer, Milch und Messerschmitt besichtigen einen Rüstungsbetrieb, Mai 1944

Milch war Staatssekretär im Reichsluftfahrtministerium (1933–44), Generalinspekteur der Luftwaffe (1940–45) und als Generalfeldmarschall der ranghöchste Soldat der Luftwaffe nach Hermann Göring; ferner war er Vorstand (1928–42) und Aufsichtsratsvorsitzender (1942–46) der Deutschen Lufthansa AG. Er war einer der Führer der „zentralen Planung“ von Rüstungsvorhaben und während Albert Speers krankheitsbedingter Abwesenheit ihr Leiter. Auf der Grundlage von Aussagen der im Nürnberger Prozess gegen die Hauptkriegsverbrecher wegen der Zwangsarbeit verurteilten Fritz Sauckel, Speer und Göring ließ sich ableiten, dass Milch bis zur Gründung des Jägerstabes im März 1944 für die Rekrutierung von Arbeitern für die Flugzeugindustrie verantwortlich war.

## Anklagepunkte

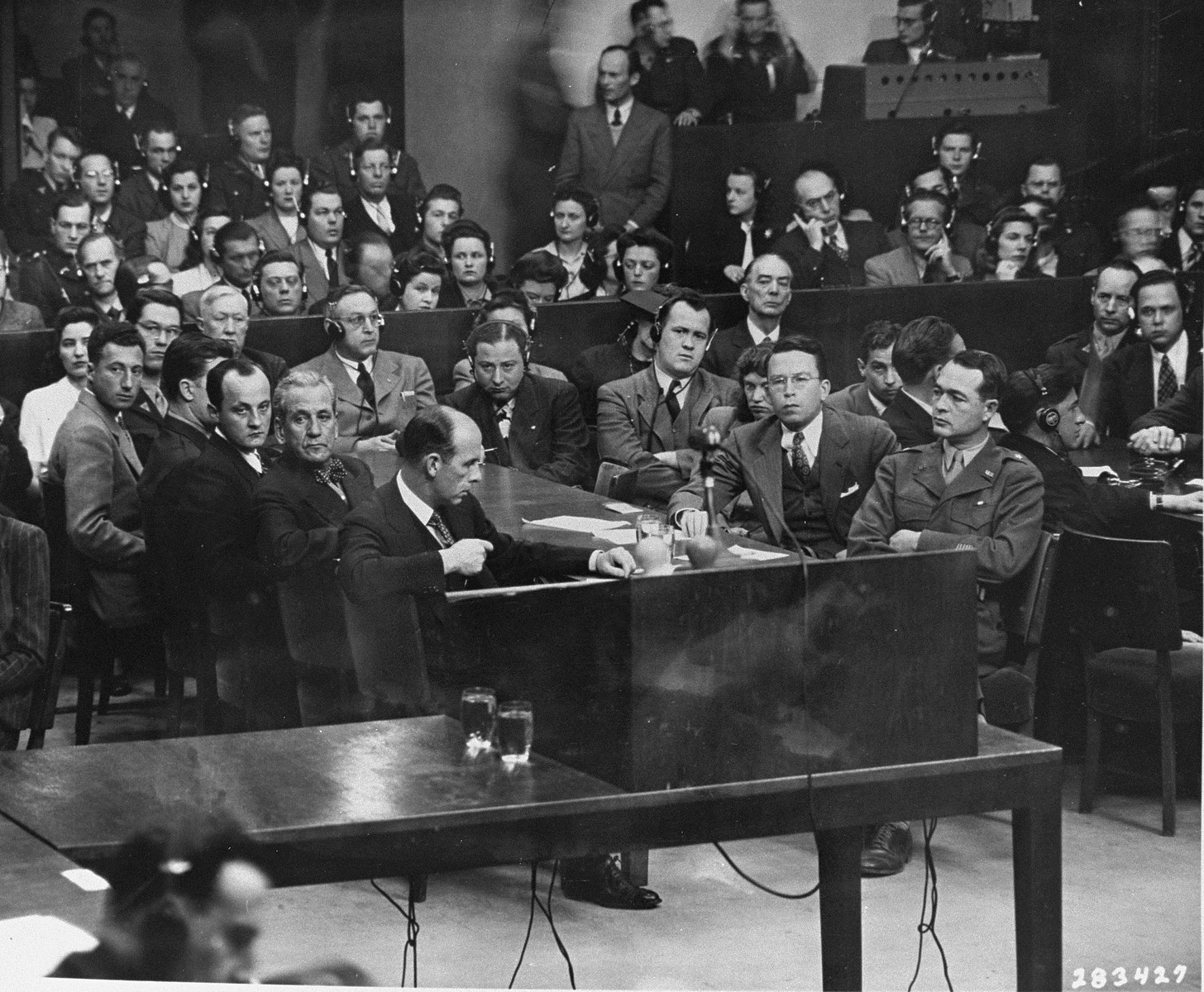
Anklägerbank 1947

Die Anklageschrift vom 13. November 1946 warf Milch Kriegsverbrechen und Verbrechen gegen die Menschlichkeit vor.
Drei Anklagepunkte wurden vorgebracht:
1. Kriegsverbrechen wie Mord, Sklavenarbeit, Deportation von Zivilisten aus den besetzten Ländern, grausame und unmenschliche Behandlung dieser Zwangsarbeiter, Kriegsgefangeneneinsatz bei Operationen, die direkt mit Kriegshandlungen zusammenhingen und damit gegen die Haager Konvention und das Kriegsgewohnheitsrecht verstießen.
2. Kriegsverbrechen einschließlich Mord bei Menschenversuchen im KZ Dachau. Dort waren für die Luftwaffe qualvolle oder tödliche Luftdruck- und Unterkühlungsexperimente an Häftlingen unter Zwang durchgeführt worden.[5]
3. Verbrechen gegen die Menschlichkeit (wie Anklagepunkte 1+2 aber mit deutschen Opfern und Opfern anderer Nationalitäten, mit denen Deutschland nicht im Krieg war, und die dadurch keine Kriegsverbrechen darstellten.)

Wegen mangelhafter Vorbereitung und vor allem außerordentlich schlechter Beweissicherung im Vorfeld wurde Milch nicht als Akteur, sondern lediglich als Mitwisser in höchster Position betrachtet. Hätte man ihm bei einer gründlicheren Prozessvorbereitung die Mitwisserschaft an den Verbrechen bei der Rekrutierung von Arbeitern im besetzten Europa nachweisen können, wäre er ebenso schuldig zu sprechen gewesen wie die Hauptkriegsverbrecher Sauckel und Speer. So konzentrierte sich die Anklage auf den im Prozess eingeführten und dokumentierten Einsatz von Zwangsarbeitern im Zusammenhang mit Untertageverlagerung und Jägerstab. Vorhandene Dokumente über Vereinbarungen zwischen Heinrich Himmler und Milch zum Zwangsarbeitseinsatz von KZ-Häftlingen wurden nicht vorgelegt und auch das Heinkel-Flugzeugwerk Budzyn, das auf ein Arrangement von Heinkel, Milch und Himmler zurückging, wurde nicht angesprochen. Auch der von ihm ergangene Befehl zur Erschießung von sowjetischen Offizieren während ihres Einsatzes als Arbeitssklaven konnte wegen der schlechten Beweiserhebung nicht zum Gegenstand des Verfahrens gemacht werden. Stattdessen berichteten frühere KZ-Häftlinge nur allgemein über die Bedingungen in der Flugzeugherstellung.
Die Ermittlungen und Anklage wurden weder der Schwere der Schuld noch der historischen Bedeutung von Milch gerecht.

## Richter

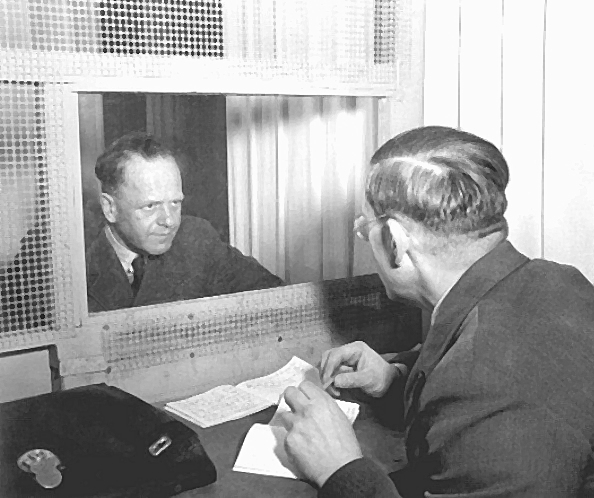
Erhard Milch (links) im Gespräch mit seinem Strafverteidiger und Bruder Werner Milch in Nürnberg

Die Bank war mit folgenden US-amerikanischen Richtern besetzt:
- Präsident: Robert M. Toms, Richter des Berufungsgerichts in Detroit, Michigan
- Fitzroi D. Phillips, Richter in North Carolina
- Michael A. Musmanno, Richter in Pittsburgh, Pennsylvania
- John J. Speight, Richter in Alabama

## Verhandlung
Die Dauer der Verhandlung war vergleichsweise kurz. Dies ist nicht allein darauf zurückzuführen, dass hier ein einzelner Angeklagter vor Gericht stand. Vielmehr hatte Milch zuvor als Entlastungszeuge für Göring, Speer und Sauckel auf Vorhalt von Dokumenten hin mehrere ihn belastende Sachverhalte eingeräumt.
Milchs Verteidiger Friedrich Bergold und dessen Assistent Werner Milch (ein Bruder des Angeklagten) scheiterten mit ihrer Verteidigungsstrategie, den Angeklagten als unpolitischen Militär darzustellen, der unter Befehlszwang stand und keine persönliche Verantwortung besaß.
Anhand seines Taschenbuchkalenders konnte Milch rekonstruieren, wie er vor Kriegsbeginn versucht hatte, mit Frankreich, Belgien und Großbritannien zu einer Verständigung zu kommen. 1943 habe er in Vieraugengesprächen versucht, Hitler zu Waffenstillstandsgesprächen zu bewegen. So wurde von der Verteidigung das Bild eines Patrioten und Kriegsgegners gezeichnet.

## Urteil
Beim Urteil am 17. April 1947 gab es zwar gesonderte Urteilsbegründungen einzelner Richter, doch unterschieden diese sich nur in der Ausführlichkeit und Vertiefung der Argumente.
Die Richter sahen den Beweis für die Schuld von Milch an den Medizinversuchen als nicht erbracht an und sprachen ihn in diesem Punkt frei.
Bei der Zwangsarbeit lasteten die Richter dem Angeklagten an, dass er an der Deportation und dem erzwungenen Einsatz von Zivilisten unterschiedlicher Nationalität beteiligt war und den Einsatz von Kriegsgefangenen bei Militäroperationen (Beladung von Bombern, Bedienung von Luftabwehrgeschützen) entgegen Artikel 31 der Genfer Konvention zu verantworten hatte. Richter Phillips gab eine ausführliche Einzelmeinung ab, unter welchen Umständen Deportationen kriminell wären. Diese Meinung hatte bedeutenden Einfluss auf die Urteile des Tribunal III in den Fällen Krupp, Juristen, Rasse- und Siedlungshauptamt der SS und Oberkommando der Wehrmacht.

## Haft und Straferlass
Im Zuge von Westintegration und Koreakrieg gewannen die Forderungen nach Begnadigung und Straferlass zahlreiche prominente Fürsprecher. Auf Empfehlung des 1950 tagenden Beratenden Ausschusses, dem die US-Amerikaner David W. Peck, Frederick A. Moran und General Conrad E. Snow angehörten, setzte 1951 der US-amerikanische Hochkommissar für Deutschland, John J. McCloy, das Strafmaß für Erhard Milch, der in der Justizvollzugsanstalt Landsberg einsaß, auf 15 Jahre Haft herab. Der Beratende Ausschuss berief sich bei dem Gnadengesuch offiziell auf die Unausgeglichenheit von Milchs Temperament, die auf eine verschärfte Überreizung der Nerven durch eine Kopfverletzung zurückzuführen sei.
Schließlich wurde Milch 1954 vorfristig entlassen. Später fand er Arbeit als Industrieberater und verstarb 1972.

## Kritik
Durch die teils unterbliebene, teils mangelhafte Untersuchung der Zwangsarbeit in der Luftfahrtrüstung blieb die Verstrickung der Industrie in die Zwangsarbeit bis in die 1980er Jahre hinein unberücksichtigt. Es entfaltete sich eine Publizistik über die Luftwaffe und ihre Flugzeuge, die befeuert durch Autobiografien von Adolf Galland und Ernst Heinkel die Geschichte technischer Überlegenheit des deutschen Flugzeugbaus und verpasster Chancen erzählte und in einer Milch-Biografie von David Irving gipfelte. Die jüngere Forschung hatte große Mühe, diese Schieflage zu beseitigen, und die Zwangsarbeiter von Heinkel aus dem KZ Oranienburg mussten lange und durch mehrere Instanzen um Entschädigung klagen.